# Rhachoepalpus andinus
Rhachoepalpus andinus är en tvåvingeart som beskrevs av Townsend 1914. Rhachoepalpus andinus ingår i släktet Rhachoepalpus och familjen parasitflugor.
Artens utbredningsområde är Peru. Inga underarter finns listade i Catalogue of Life.